# 第二次提克里特之戰
第二次提克里特之戰於2015年3月2日－4月17日進行，伊拉克安全部隊及反伊斯蘭國民兵擊敗伊斯兰国武裝分子，收復萨拉赫丁省首府提克里特。

## 戰役前準備
2015年2月初，伊拉克部隊與盟友開始準備進攻提克里特，並於附近的薩邁拉集結部隊。
以人數計，參與行動的聯軍部隊大部分是什葉派民兵。
戰役開始前，提克里特的居民大多數已逃到庫爾德族自治區或巴格達等地。聯合國估計自針對伊斯蘭國的攻勢開始後，約28,000名平民已逃至薩邁拉。
戰役開始時，以美國為首的多國聯盟未有參與收復提克里特的行動。

## 進攻

### 包圍
2015年3月2日，伊拉克政府發起旨在收復提克里特的大規模軍事行動，出動 20,000－30,000人和空軍，從三面進攻提克里特。
伊斯蘭國武裝分子在通往提克里特的各條路徑佈下大量簡易爆炸裝置，並部署大量狙擊手，引致聯軍進展緩慢。
3月9日，聯軍攻佔提克里特東北方的Al-Alam，切斷守軍與伊拉克北部伊斯蘭國控制區的最後陸上聯繫，完成對提克里特的包圍。伊斯蘭國武裝分子傷亡慘重，防守提克里特的戰士僅餘下2,000－3,000人。

### 攻入市區
地面的攻城行動於3月11日開始。政府官員次日宣稱已收復四分之三城區。
3月13日，據報伊斯蘭國仍然控制該市的一半部分，地面攻勢受阻。到3月14日，在市中心的伊斯蘭國分子據報已減至1,000人左右。等待援軍的伊拉克部隊暫時停止推進。

### 聯盟空襲
美國要求由伊朗人領導的什葉派民兵退出提克里特戰鬥，然後才會在提克里特提供空中支援。伊拉克政府接受美國的條件。
3月25日，以美國為首的聯盟開始空襲提克里特的伊斯蘭國目標。該夜美軍在提克里特的中心進行17次空襲。地面上的聯軍原定於同日再度發動進攻，但是因為內部意見分歧而推遲兩日。
3月27日，參戰的什葉派民兵大部分已退出提克里特的戰鬥。
3月28日，以美國為首的聯盟在提克里特及附近進行了8次空襲。

### 攻入市中心
3月31日，伊拉克安全部隊進入市中心，攻佔省政府總部和提克里特醫院。
4月2日，伊拉克部隊收復更多地方，包括前總統薩達姆的官邸。

### 肅清市內殘餘抵抗

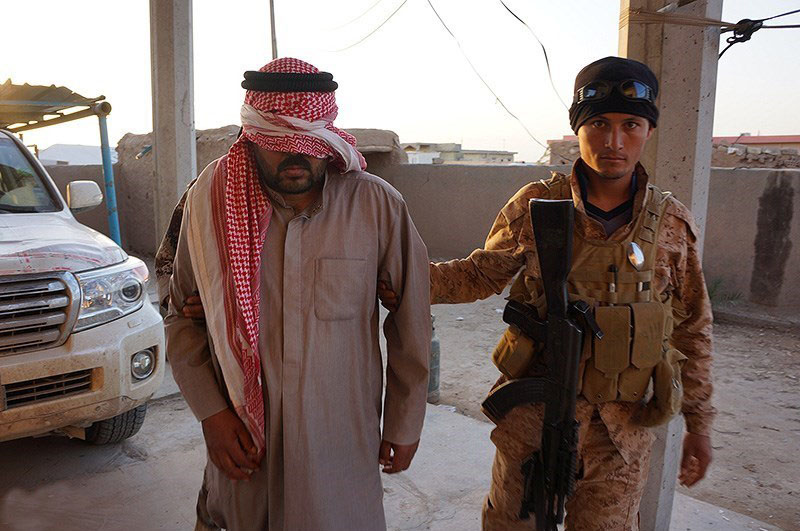
一名伊斯蘭國成員在提克里特附近被伊拉克安全部隊逮捕

4月4日，市內局勢據報已經穩定下來。不過在4月5日有報道指城內仍有500名伊斯蘭國成員在數處持續抵抗。在接下來的數天戰鬥持續。4月7日，一間設置了詭雷陷阱的房屋爆炸，在提克里特領導反爆炸品部門的Thamer al-Hamdani准將喪生。在4月7日至8日，據報有79名伊斯蘭國分子在提克里特被殺。
4月12日，伊拉克政府宣佈提克里特市內已經沒有伊斯蘭國分子存在。不過安全部隊於4月17日在市內發現匿藏的130名伊斯蘭國分子，並予以殲滅。

## 傷亡
3月20日，據報已有1,000名政府一方的戰鬥人員在戰役的早期階段陣亡。本次攻勢的指揮官Abdul al-Wahab al-Saadi中將表示直至3月30日已有450－750名伊斯蘭國武裝分子被殺。